# Peinture à la colle
Cet article court présente un sujet plus développé dans : Badigeon et Tempera.
La peinture à la colle est un badigeon ou une détrempe dans laquelle le liant est de la colle de peau ou de la caséine. Dans la peinture artistique, on parle de tempera.
Cette technique de peinture en bâtiment s'employait surtout pour la peinture des plafonds, jusqu'à la diffusion des émulsions modernes, vinyliques ou glycérophtaliques.

## Liants
La colle de peau est une gélatine fabriquée en faisant bouillir longuement des peaux de divers animaux. Son emploi en peinture, avec une charge blanche, craie ou kaolin, est bien documenté depuis le XVIIIe siècle.
L'emploi de la caséine comme liant est lui aussi ancien, attesté dès le XIe siècle. La caséine est soluble en milieu basique et insoluble en milieu neutre, ce qui impose de préparer la peinture peu avant l'application. La peinture se vendait, au XXe siècle, sous forme de sachets à diluer dans l'eau. La présentation du pigment et du liant dans des sachets séparés permettait à l'utilisateur de faire son propre mélange coloré. Elle a servi pour les décors de théâtre, pour lesquels la solidité avait peu d'importance, et où l'on appréciait son effet retardateur pour l'incendie.
Les liants organiques ont l'inconvénient d'être propices, en présence d'humidité, au développement de micro-organismes, bactéries ou champignons. On observe alors des taches, ainsi qu'une désintégration de la couche de peinture. On tente d'y remédier en incorporant des biocides, sans qu'aucun ne résolve totalement le problème.